# Karolína Kurková

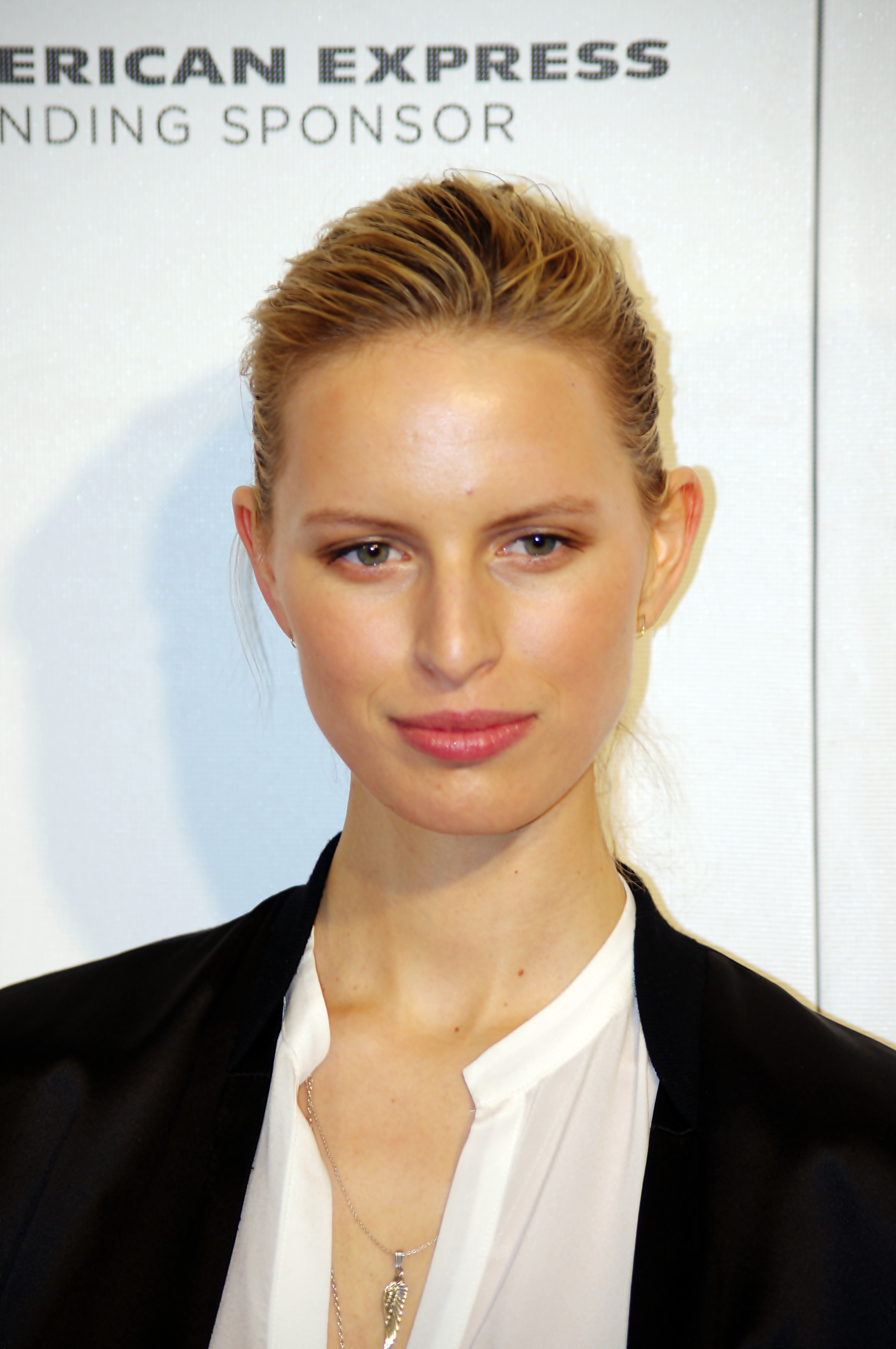
Karolína Kurková (2011)

Karolína Isela Kurková (* 28. Februar 1984 in Děčín, Tschechoslowakei, Schreibweise meist vereinfacht zu: Karolina Kurkova) ist ein tschechisches Supermodel und Schauspielerin. 

## Leben

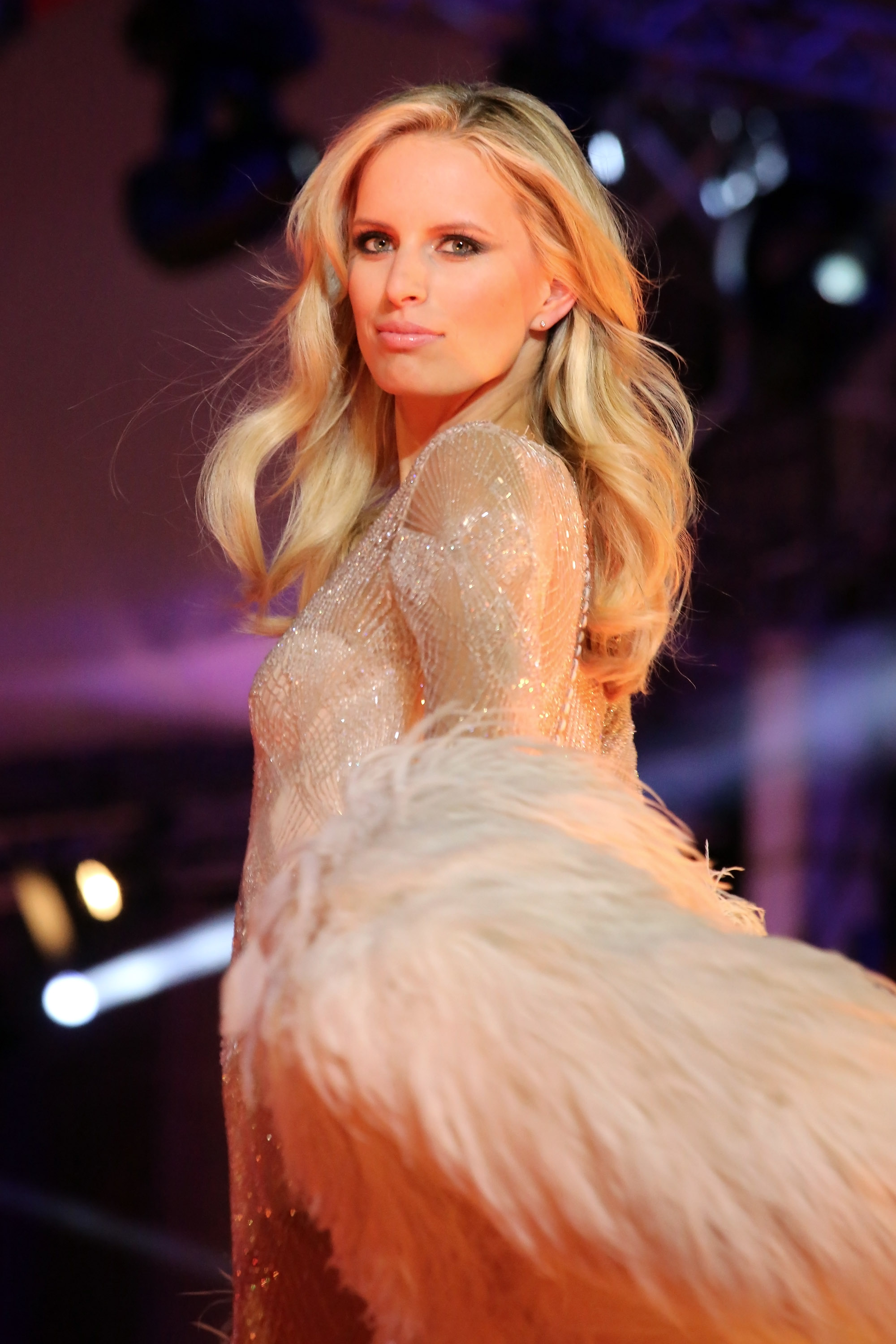
Karolína Kurková, Cavalli-Modeschau am Life Ball 2013

Karolína Kurková wurde von einem Bekannten ohne ihr Wissen bei einer Modelagentur angemeldet und dort angenommen. Nach mehreren Auftritten kam sie durch Miuccia Prada in Mailand 1999 mit Vogue in Kontakt und zog bald darauf nach New York City. Im Februar 2001 erschien ihr Bild erstmals auf der Titelseite der Zeitschrift. Seither wurde sie von Victoria’s Secret unter Vertrag genommen und lief für zahlreiche bedeutende Designer. Karolína Kurková gilt als eines der am besten verdienenden Topmodels und erhielt 2003 den Titel „bestbezahltes Supermodel“.
In einer 2005 durchgeführten Markenbewertungsstudie der Firma BBDO Consulting, welche die zu erwartenden Einkommensströme internationaler Top-Models evaluierte, erreichte Kurková mit einem Markenwert von 42,6 Millionen Euro in der weltweiten Rangliste Platz 1. Im November 2008 errang Kurková bei der vom US-amerikanischen Fernsehsender E! Entertainment durchgeführten Wahl zur World's Sexiest Woman den ersten Platz.
2009 spielte sie im Actionfilm G.I. Joe – Geheimauftrag Cobra die Rolle der Courtney A. Krieger, genannt „Cover Girl“. 
Kurková war das offizielle Gesicht der Fashion Week Berlin 2011.
Wegen einer Operation in ihrer Kindheit hat sie keinen sichtbaren Bauchnabel. Im Juli 2009 wurde bekannt, dass sie von ihrem Lebensgefährten, dem Filmproduzenten Archie Drury, ein Kind erwartet und sich das Paar verlobt hat. Im Oktober 2009 brachte sie einen Sohn zur Welt. Inzwischen ist das Paar verheiratet.
Im November 2011 wurde bekannt gegeben, dass Kurková neben Eva Padberg in der Sendung Das perfekte Model als Jurorin und Mentorin für Nachwuchsmodels auftritt. Die Casting- und Coaching-Show wurde vom 31. Januar bis 20. März 2012 wöchentlich auf VOX ausgestrahlt.
Im Januar 2013 brachte sie in Zusammenarbeit mit der Firma LR Health & Beauty Systems eine eigene Parfumserie heraus. 2023 war sie Gastjurorin bei Germany’s Next Topmodel.

## Filmografie
- 2007: My Sexiest Year
- 2009: G.I. Joe – Geheimauftrag Cobra (G.I. Joe: The Rise of Cobra)
- 2010: FCU: Fact Checkers Unit (Fernsehserie, acht Folgen)
- 2010: Chuck (Fernsehserie, eine Folge)
- 2012: 30 Rock (Fernsehserie, eine Folge)
- 2013: Person of Interest (Fernsehserie, Staffel 2 Folge 12)

## Auszeichnung
- 2012 Vienna Fashion Award in der Kategorie Style Icon
- 2014 GQ Award in der Kategorie Gentlewoman